# جون ريتشاردز (سياسي أمريكي)
جون ريتشاردز (بالإنجليزية: John Richards)‏ هو سياسي أمريكي، ولد في 13 أبريل 1765، وتوفي في 18 أبريل 1850 في الولايات المتحدة. انتخب عضو جمعية ولاية نيويورك وانتخب عضو مجلس النواب الأمريكي.